# Papungan (Kanigoro)
Papungan is een bestuurslaag in het regentschap Blitar van de provincie Oost-Java, Indonesië. Papungan telt 5940 inwoners (volkstelling 2010).